# Hyalurga partita
Hyalurga partita är en fjärilsart som beskrevs av Walker 1854. Hyalurga partita ingår i släktet Hyalurga och familjen björnspinnare. Inga underarter finns listade i Catalogue of Life.